# Telescopio Hobby-Eberly
El telescopio Hobby-Eberly  es un reflector de 10 metros (33-pies) de apertura, situado en el Observatorio McDonald. Recibió este nombre en honor del Teniente-Gobernador de Tejas William P. Hobby, Jr. y de Robert E. Eberly, benefactor de la universidad de Penn State. 
Combina numerosas características que lo distinguen de la mayoría de los diseños de telescopios, dando por resultado costes de construcción notablemente rebajados. Por ejemplo, el espejo del telescopio no se mueve por sí mismo para seguir el cielo nocturno, sino que son los instrumentos que controlan su enfoque los que se mueven a través de la cara del espejo que queda quieta, permitiendo que un solo objetivo pueda ser seguido hasta durante dos horas. El espejo primario consiste en 91 elementos hexagonales, diseño que es mucho menos costoso que un solo espejo primario grande. 
Aunque el espejo principal está fijo en un ángulo de 55 grados, el telescopio puede girar alrededor de su base, y el secundario puede moverse; esto permite el acceso a cerca del 70-81% del cielo en su localización.
Dispone de tres espectrógrafos para analizar la luz de los objetivos, que trabajan con resolución espectral alta, media y baja. El espectrógrafo de baja resolución se encuentra en el foco primario, mientras que los espectrógrafos de media y alta resolución residen en el sótano, y la luz se introduce en ellos a través de un cable de fibra óptica. El Buscador de planetas en la zona habitable es un espectrógrafo para el Telescopio Hobby-Eberly capaz de detectar planetas como la Tierra.
Desde que vio la primera luz en 1996, el telescopio ha sido utilizado para una amplia variedad de estudios, que abarcan desde el Sistema Solar a las estrellas de distintas galaxias. Ha sido utilizado con éxito para encontrar planetas que orbitan alrededor de otras estrellas mediante la medición velocidades radiales con precisiones de hasta 1 m/s. Utilizando el espectrógrafo de baja resolución, el telescopio ha servido para identificar supernova de tipo Ia para medir la aceleración del universo, y también se ha usado para medir la rotación de las galaxias individuales. Se ha modernizado en sucesivas ocasiones, participando en el programa HETDEX.
El telescopio Hobby-Eberly es operado por el Observatorio McDonald de la Universidad de Texas para un consorcio de instituciones que incluye a la propia Universidad de Texas en Austin, la Universidad Estatal de Pensilvania, la Universidad de Stanford, la Ludwig Maximilians Universidad de Múnich, y la Georg August Universidad de Gotinga.
El espejo reflector principal, físicamente es mayor que los 10 metros con los que se caracteriza (en realidad mide alrededor de 11 m por 9,8 m). Sin embargo, la apertura óptica utilizable era de 9,2 m. Después de una modernización de varios años completada el 29 de julio de 2015, la abertura óptica utilizable se aumentó a 10 m. Está compuesto de 91 segmentos hexagonales, que forman un espejo segmentado de diseño similar al del telescopio Keck. Actualizaciones para el telescopio han aumentado su campo de visión de 4 minutos de arco a 22 minutos de arco (en comparación, el diámetro angular de la luna llena es de 30 minutos de arco).
Los espejos de los telescopios se alinean dentro de una fracción de longitud de onda de luz visible mediante los actuadores dispuestos en cada segmento. La torre situada junto al telescopio, denominada centro de la curvatura de alineación del sensor de la Torre (CCAS en inglés), se utiliza para calibrar los segmentos del espejo. Una de las ventajas de este tipo de espejos, es que es más de 5 veces más económico para una apertura dada que telescopios de un diseño más tradicional.